# Rathaus (Oettingen)

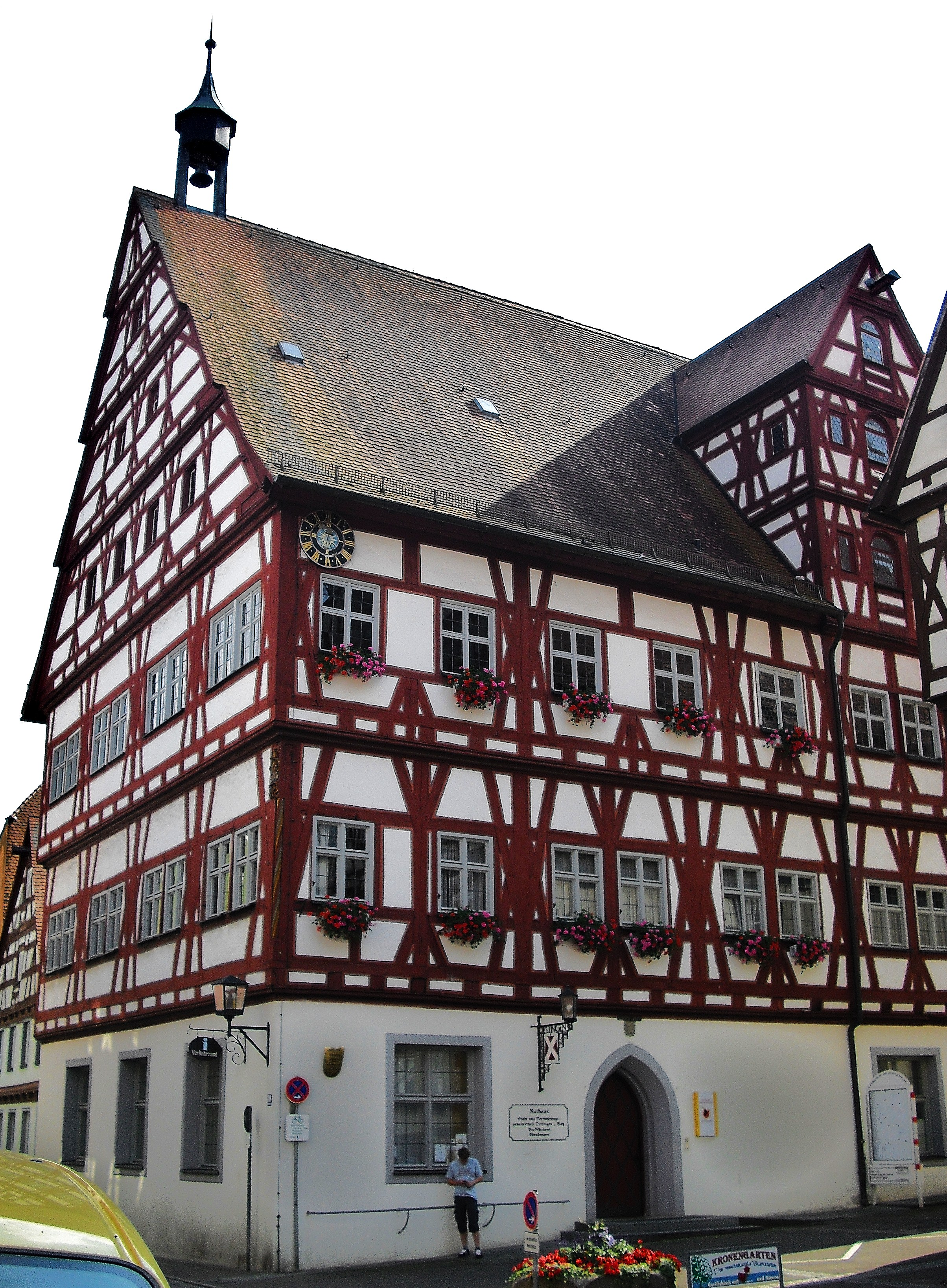
Rathaus in Oettingen

Das Rathaus in Oettingen, einer Stadt im Landkreis Donau-Ries im bayerischen Regierungsbezirk Schwaben, wurde 1431 errichtet. Das Fachwerkhaus, das den Marktplatz im Süden abschließt, ist ein geschütztes Baudenkmal.

## Geschichte und Beschreibung
Das Rathaus besitzt ein massives Erdgeschoss, zwei Obergeschosse und vier Dachgeschosse. Über dem nördlichen, spitzbogigen Portal ist die Jahreszahl 1431 angebracht. In der Mitte dieser Nordseite befindet sich ein Zwerchhaus. Alle Geschosse kragen leicht vor und das Gebäude besitzt 8 zu 12 Achsen. Auf dem hohen Satteldach sitzt im Osten ein offener Dachreiter mit einer Glocke. Das Innere des Gebäudes wurde den Bedürfnissen der Verwaltung angepasst, lediglich der Sitzungssaal besitzt mit seiner Bretterdecke mit Balkendurchzug und Stützbögen noch alte Bausubstanz.
Das 1935 freigelegte Fachwerk weist teilweise geschnitzte Eckständer auf und besitzt ansonsten wenige Zierformen wie den  Fränkischen Mann.

## Heutige Nutzung
Seit der umfassenden Renovierung in den Jahren 1986 bis 1993 ist das danebenliegende Fachwerkhaus aus dem 17. Jahrhundert baulich angeschlossen. Das Rathaus ist Sitz der Stadtverwaltung und der Verwaltungsgemeinschaft Oettingen, im Erdgeschoss befindet sich die städtische Tourist-Information.